# Marcán mac Tommáin
Marcán mac Tommáin (mort en 653) est le 15e roi d'Uí Maine.

## Contexte
À cette époque les  Uí Maine étaient les alliés et sujets des Uí Fiachrach Aidhne, une branche des Connachta. Ces derniers avaient pour souverain Guaire Aidni mac Colmáin le beau père de Marcán. Les Annale relèvent que  Marcán est tué lors de la bataille de d'Airthir Seola par Cenn Fáelad mac Colggen et Máenach mac Báethíne des Uí Briúin en 653. Les Annales d'Ulster présentent ce combat comme une guerre civile entre les Connachta. le frère de Guaire, Loingsech mac Colmáin qui régnait à cette époque était contesté par les Uí Briúin .
Marcán mac Tommáin est également évoqué dans le récit  Scéla Cano meic Gartnáin (L'histoire de Cano mac Gartnain). Ce dernier prince de Dalriada exilé vient vivre à sa cour du roi Guaire, dont la file Créide tombe amoureuse de lui. Malheureusement Creide est déjà mariée à  Marcán mac Tommáin le roi des Ui Maine. Cano reste  trois mois avec Guaire avant de décider de quitter sa cour et de se rendre chez  le roi Illand mac Scandláin, de Corcu Loígde, dans le  Munster. Lors de leur dernier festin à la cour de Guaire, Créd lance un sortilège de sommeil (bricht súain) sur toutes les personnes présentes sauf elle-même et Cano car elle veut que ce dernier devienne son amant; Cano refuse tant qu'il est en exil. Cependant, il dit que s'il devient roi, il en fera sa femme. Il lui donne une pierre qui est sortie de la bouche de sa mère décédée et qui contient sa force vitale, en gage de sa promesse. Cano et ses hommes sont ensuite accueillis par Illand qui promet de les entretenir. Au cours de leur séjour de trois ans à Corco Loígde, Cano et ses hommes consomment une bonne partie des réserves d’Iland. Ensuite, des otages arrivent d'Écosse en promettant la royauté à Cano. Cano retourne dans a patrie et
devient roi. Un an plus tard, il voit une vague sanglante se propager jusqu'à son curach alors qu'il est en train de pêcher. Il se rend compte que c'est un présage et qu'Illand a été tué. Cano rassemble alors une foule de Saxons, de Britanniques et de Scots et envahit Corco Loíge, où il venge la mort d’Iland et met son fils sur le trône. Ensuite, il retourne en Écosse. Chaque année, il tente de rencontrer Créd , mais il est toujours contrarié par le beau-fils de cette dernière Colcu mac Marcáin. Une année alors que les deux amants tentent de se rencontrer au Loch Créda, Colcu intercepte à nouveau Cano. Il y a un combat et Cano est blessé. Lorsque Créd les aperçoit, elle fracasse le crâne de Colcu contre un rocher. Dans l'action, la pierre qui contient la force de vie de Cano est également brisée, et Cano lui-même meurt en quelques jours.

## Source
- (en) Francis John Byrne, Irish Kings and High-Kings, Londres, Batsford, 1973 (ISBN 0-7134-5882-8)